# Ludvig von Kahlen
Ludvig von Kahlen (født ca. 1700 i Lauenburg, død 1774) var en dansk kaptajn og en af de første opdyrkere af den jyske hede. 

## Karriere
Som ung havde von Kahlen arbejdet med landbrug og havde erfaring som landmåler. Siden aftjente han sin værnepligt ved et holstensk regiment.
I 1753 var han løjtnant og på dette tidspunkt interesseret i opdyrkning af heden. Han sendte flere forslag om finansiering af hedegårde til Rentekammeret, men fandt først gehør, da han fremlagde mere detaljerede beregninger, som indebar kolonister fra hans hjemegn. Dette forslag godkendte Frederik 5.
Syd for Sejbæk i Fjends Herred, nuværende Viborg Kommune, byggede Ludvig von Kahlen i 1755 et hus, han kaldte "Kongenshus". Herefter drog han til Mecklenburg for at hente landsmænd. De første tyske kolonister ankom 16. oktober 1759; flokken bestod af ni mand og et mulæsel. Det lykkedes kun at overtale ganske få familier, men de kunne ikke trives på den øde egn og ville hjem igen allerede efter en uges tid. De flygtede i nattemørket, skønt von Kahlen havde sørget for væbnet vagthold. Andre blev indsat i Viborg tugthus, så de ikke skulle slippe væk; men til sidst fik hver familie udbetalt seks skilling til rejsepenge, så de kunne vende hjem. Ludvig von Kahlen ansatte herefter lokale tjenestefolk, men også de mistede modet. Efter otte års pløjning og såning med ringe udbytte gav han op.
I 1766 blev han, efter flere ansøgninger, kaptajn ved en militærenhed i Fladstrand (nuværende Frederikshavn), og her døde han i 1774, 74 år gammel.
Huset, som Ludvig von Kahlen byggede, eksisterer ikke længere, og dets beliggenhed er ukendt. Der er opsat en mindesten med hans navn i Kongenshus Mindepark.
Andre steder på heden havde staten lignende forsøg med opdyrkning af heden, blandt andet i Randbøldal og ved Havredal.

## Eftermæle
Jeppe Aakjær har omtalt von Kahlen og hans projekt omkring 150 år efter.
Ida Jessens roman fra 2020, Kaptajnen og Ann Barbara, har von Kahlen som hovedperson og handler om hans projekt med at opdyrke heden. Romanen blev filmatiseret i 2023, hvor Ludvig von Kahlen blev portrætteret af Mads Mikkelsen i Bastarden.